# Orden de la Banda
La Orden de la Banda fue una orden militar de tipo laico y caballeresco, fundada en 1332 por el rey Alfonso XI de Castilla (r. 1312-1350). El rey, intentando cimentar su poder sobre la levantisca nobleza, ordenó que ciertos caballeros de su mesnada vistieran como él paños blancos con una banda de tafetán carmesí que él había diseñado. Los colores fueron cambiando a lo largo de la historia. Se concedía a estos caballeros el derecho a llevar adornos de oro y plata por ser caballero de la Banda de Oro. 
La Orden de la Banda llegó a convertirse en elemento clave del discurso político y emblemático de la dinastía Trastámara.

## Historia

### Orígenes (1330-1332)
El rey Alfonso XI de Castilla (r. 1312-1350) deseaba promocionar a determinados grupos urbanos para formar un nuevo entramado cortesano frente a la nobleza rebelde. En 1330-1332 se crea un grupo de fieles caballeros o escuderos a los que el rey dotó de unos vestidos identificativos (una banda negra sobre paños blancos) con objeto de restaurar «las obras de caballería». La nueva comunidad de hábito actuaría como una sociedad torneística promocionada por el poder real, como sucede en las fiestas de Valladolid de 1333.

### Consolidación
Aquel grupo se constituye en «orden caballeresca» con la dotación de unos estatutos que debían preci-
sar los compromisos de sus miembros. A esto obedece la composición del Libro de la Banda, en
fecha imprecisa. Algunos historiadores piensan que se redactó en los últimos años del reinado de Alfonso IX, entre 1344 y 1350, y otros piensan que fue un siglo más tarde, en torno a 1450, bajo el reinado de Juan II (1406-1454). El Libro de la Banda dota a la nueva orden de su propia teología política y su dispositivo ético. La Banda se concebía como una extensión del cuerpo del rey, en la que se ingresaba a través del vínculo feudal del vasallaje –con el rey o sus hijos– y no con una investidura caballeresca.
La orden era de tipo laico y caballeresco, una de las primeras de este tipo tras la creación de la Orden de San Jorge en Hungría en 1326 (siendo esta la primera orden secular de caballería). Sus miembros debían tener un escrupuloso e intachable comportamiento cortesano, participar en justas, ser solidarios y sobre todo leales al rey. Los normas de esas justas y las expresiones de solidaridad se recogían en los estatutos de la orden, al igual que ciertas normas de conducta, y fueron descubiertos por el ilustrado Juan Sempere y Guarinos.
Se conservan tres relaciones de miembros de la Orden de la Banda. La primera es de alrededor de 1332; la segunda es unos años posterior, quizá de 1348. La tercera la ofrece fray Antonio de Guevara en sus Epístolas familiares, pero no es muy fiable, como todo lo que en general salió de las manos del obispo de Mondoñedo. Ninguna de ellas expone el elenco completo sino principalmente a los nobles de Castilla; pues a forma de apaciguar la guerra de bandos en las provincias vascas muchos nobles recibieron la Banda en Guipúzcoa y Vizcaya entre los años 1332 y 1333.
Los colores de la banda fueron cambiando, al igual que la importancia y el carácter de la orden. Los colores primitivos pueden verse en los escudos de la banda que aparecen en la techumbre de la iglesia de Santiago Apóstol de Ciudad Real, que es de la época del reinado de Alfonso XI (r. 1312-1350). Sucesivos monarcas castellanos llegaron a ver a la Orden de la Banda como parte de la institución regia y fueron ampliando su base. 
Durante el reinado de Pedro I (1350-1369) se estableció una peculiar relación entre la Orden de la Banda y el grupo de los donceles, es decir, los hijos de nobles que se criaban junto al príncipe recibiendo un encuadramiento militar. Este cuerpo militar, configurado en tiempos de alfonso XI como contingente de caballería ligera, se consolida ahora como guardia personal del rey y cantera de la orden de la Banda.
El rey Juan I (1379-1390) emprendió un programa de oficialización de la Orden insertando una versión reducida del Libro de la Banda –el llamado Segundo Ordenamiento– en los cuadernos de Cortes compilados durante su reinado. La Orden adquiría entonces un valor paradigmático que podía inspirar otro tipo de ensayos religioso-caballerescos como la cofradía cacereña de Nuestra Señora del Salor, fundada por el rey en
1383 «a imitación de la de la Banda».
La Orden la Banda no tuvo mucha suerte en el campo de batalla. La derrota de Aljubarrota (1385) ante las tropas portuguesas de Juan de Avís supuso un serio revés para la Orden. Su enseña cayó junto al pendón real, y su alférez López de Ayala –«cubierto de heridas y quebrantados dientes y muelas»– fue apresado. Con efectivos tan mermados, el rey Juan I flexibilizó la concesión de la divisa otorgándola en 1387 a las mujeres de Palencia por su defensa frente al duque de Lancaster, autorizándolas a portarla en sus tocados y ropas «como las traen los caballeros de la Banda, pues ellas suplieron el oficio de ellos».

### Epílogo: Enrique IV y los Reyes Católicos
En el siglo XV la Banda entró en decadencia, de forma que se la considera extinta hacia 1474. La causa fue acaso porque su prestigio se resintió del hecho de que militaran en la misma muchos caballeros pobres, tal como cuenta fray Antonio de Guevara en sus Epístolas familiares.